# Maria Miquela del Santíssim Sagrament
Micaela Desmaisières y López de Dicastillo (Madrid, 1 de gener de 1809 - València, 24 d'agost de 1865), vescomtessa de Jorbalán, més coneguda pel nom religiós de Maria Miquela del Santíssim Sagrament, va ser una religiosa espanyola, fundadora de la congregació d'Adoratrius Esclaves del Santíssim Sagrament i de la Caritat. És venerada com a santa per l'Església Catòlica.

## Biografia
Va néixer a Madrid, al carrer de la Libertad, 8, l'1 de gener de 1809, en el si d'una família noble. Era filla dels comtes de la Vega del Pozo i marquesos de Llanos de Alguaza, José María Desmaisières, destacat com a militar a la Guerra del Francès i cavaller de les ordes de Sant Hermenegild i de Sant Ferran nascut a Lleó, però descendència flamenca, i Bernarda López de Discastillo y Olmedo, dama d'honor de la reina Maria Lluïsa de Parma, d'ascendència navarresa, de profundes conviccions religioses i gran sentit de la caritat, que va marcar l'educació dels seus fills en el cristianisme. A banda de Micaela, els seus pares va tenir nou germans, dels quals van sobreviure només cinc, inclosa ella mateixa.
Amb nou anys, es enviada a educar-se al convent de religioses ursulines de Pau, on va aprendre francès. Mentre es trobava internada, va morir el seu pare el 1822, arran de les ferides de guerra, i el seu germà Luis, a conseqüència d'una caiguda de cavall el 1825, i poc després una altra germana, Engracia, va començar a demostrar signes d'una malaltia mental. Davant d'aquesta situació, la seva mare la va fer tornar a Espanya, i va encarregar-se ella mateixa de l'educació basada en la pietat i la caritat. La família passava els hiverns a Madrid i el estius a Guadalajara. En aquesta darrera població, Micaela per la seva caritat envers els pobres i el sosteniment d'una escola de nens que ella mateix educava, vestia i alimentava. A més, va visitar i auxiliar les víctimes del còlera de 1834.
A la mort de la seva mare, el 1841, el marquès de Villadarias li va demanar la mà, però ella va decidir de fer-se religiosa. El 1844 comença a visitar l'hospital de San Juan de Dios de Madrid, on va conèixer i va prendre consciència del problema de la prostitució. L'abril de 1845 va fundar un col·legi per a l'assistència a prostitutes que volien deixar la seva vida, al carrer de Dos Amigos de Madrid. El 12 d'octubre de 1850, va deixar la cort per viure amb les noies del seu col·legi i tenir-ne cura directament. El creixement de peticions per ingressar-hi, va fer que el 1856 Micaela Desmaisères pensés de formar una comunitat que donés estabilitat a la seva tasca; va néixer així la Congregació d'Adoratrius Esclaves del Santíssim Sagrament i de la Caritat. Quan la congregació es va formalitzar, Micaela va prendre el nom religiós de Maria Micaela del Santissim Sagrament. Escriu les constitucions el mateix 1856, seran aprovades per la Santa Seu el 1861.
Aviat, la congregació obre col·legis a Saragossa (1856), València (1858), Barcelona (1861), Burgos (1863), Pinto, filial de Madrid (1864), Santander (1865) i Guadalajara (1915). Maria Miquela va ésser també consellera espiritual de la reina Isabel II d'Espanya, especialment en els últims anys de la vida de la religiosa.
L'agost de 1865, va anar a València amb motiu de l'epidèmia de còlera, per ajudar les seves religioses; la malaltia se li encomanà i hi morí el 24 d'agost.

## Veneració
El 1899 va començar el seu procés de beatificació. Va ser beatificada el 7 de juny de 1925 per Pius XI. Va ser canonitzada el 4 de març de 1934 pel mateix papa amb el nom de Santa Maria Miquela del Santíssim Sagrament. Les seves relíquies són a la capella del convent de les Adoratrius de València, al carrer d'Hernán Cortés, on van traslladar-se el 1926 des del cementiri municipal.